# 新谷ゆづみ
新谷 ゆづみ（しんたに ゆづみ、2003年7月20日 - ）は、日本の女優。女性アイドルグループのさくら学院及びCiào Smilesの元メンバーでちゃおガールとしても活動した。和歌山県出身。ニックネームは、ゆづ、ゆづみん。2025年4月までの所属事務所はアミューズ。

## 略歴
2014年8月に開催された「ちゃおガール2014☆オーディション」で準グランプリを受賞し、少女漫画雑誌『ちゃお』のモデル「ちゃおガール」としての活動を始める。
2016年3月に発売された『ちゃお』4月号の誌面で、新谷を含むちゃおガール7人で女性アイドルグループ「Ciào Smiles」を結成する事が発表され、同年7月に1stシングル『虹色スマイル』を、翌年7月には『Song for you』を発売した。
2016年5月6日に開催された「さくら学院 2016年度 〜転入式〜」にて、女性アイドルグループ「さくら学院」に転入（加入）し、2018年5月6日に開催された「さくら学院 2018年度 〜転入式〜」にて、同グループの8代目生徒会長（リーダー）に任命された。同グループ内派生ユニット（部活動）では、「美術部 Art Performance Unit “trico dolls”」のメンバーとして活動した。2019年3月30日に開催された「The Road to Graduation 2018 Final 〜さくら学院 2018年度 卒業〜」をもってさくら学院を卒業し、同月にCiào Smilesも卒業した。
2019年5月に公開された「さよならくちびる」で映画に初出演し、さくら学院で同じく2018年度卒業生であった日髙麻鈴と共演した。
2019年8月7日から2025年4月30日までJFN PARKで、自身初のインターネットラジオレギュラー番組『新谷ゆづみのひとりゴト。』を配信した。
2020年5月よりWOWOWプライムで放送されたテレビドラマ『異世界居酒屋「のぶ」』でエーファ役を務め、自身初となるドラマでの主要キャラ出演を果たした。
2021年1月13日から2022年8月18日までOPENRECで、さくら学院の先輩である倉島颯良と共に冠番組『 Sara Yuzu TAKE 』（全40回）を配信した。
2022年1月29日に公開された「麻希のいる世界」で日髙麻鈴と共に映画初主演を果たした。脚本は「さよならくちびる」の監督の塩田明彦が新谷と日髙への当て書きで書いたもので、両名の役名のファーストネームは「さよならくちびる」と同じだが、両作は物語上は繋がりがない個別の作品である。
2022年1月30日にTOKYO FM HALLにおいて有観客有料配信イベントの「新谷ゆづみのひとりゴト。公開収録2022」を開催し、自身初となるイベントMCを務めたほか、ゲストに日髙麻鈴と塩田明彦を迎えて「麻希のいる世界」にまつわるトーク・生演奏・朗読劇を披露した。
2025年4月30日、所属事務所アミューズを退所し、芸能活動からいったん離れることを明らかにした。

## 人物
血液型はO型。好きな食べ物はうどんと梅。アイドルとしてさくら学院在籍中に時々受講していた演技のレッスンを重ねるうちに女優になりたいと思うようになったという。好きな俳優として井浦新を、憧れとして吉高由里子をあげている。
さくら学院のライブイベント『さくら学院祭』内の、メンバーが演技力を競う「サクラデミー女優賞は誰だ?!」という企画において、2016年、2017年の2年連続で“サクラデミー女優賞”に選ばれた。なお、映画監督の塩田明彦はアイドルファンであり、その中でもさくら学院が母体であるBABYMETALの中元すず香のファンであったことから、さくら学院のライブDVDを見るなどした結果「さよならくちびる」に新谷と日髙麻鈴をキャスティングした。さらに塩田が同作での新谷と日髙のアドリブ対応と日髙の歌声に感銘を受けた事で「麻希のいる世界」が制作された。

## 出演

### 映画
- さよならくちびる（2019年5月31日公開、ギャガ） - 由希 役[21]
- 小説の神様 君としか描けない物語（2020年10月2日公開、HIGH BROW CINEMA） - 利香 役
- 望み（2020年10月9日公開、KADOKAWA） - サッカー部のマネージャー 役
- (Instrumental)（2020年11月23日公開、早稲田大学映画研究会） - 敦尾佳子 役
- 麻希のいる世界（2022年1月29日公開、シマフィルム） - 主演・青野由希 役[22]（日高麻鈴とダブル主演）
- やがて海へと届く（2022年4月1日公開、ビターズ・エンド） - 伊藤羽純 役[23]
- マイスモールランド（2022年5月6日公開、バンダイナムコアーツ） - 西森まなみ 役
- 今夜、世界からこの恋が消えても（2022年7月29日公開、東宝） - 透と真織のクラスメイト 役
- わたしの見ている世界が全て（2023年3月31日公開、Tokyo New Cinema） - 山下真実 役
- ぬいぐるみとしゃべる人はやさしい（2023年4月7日先行公開、4月14日公開、イハフィルムズ） - 白城ゆい 役[24]
- 「めがねよ、ありがとう作文」ショートムービー第2弾「凛として」（2023年9月30日、めがねフェス2023にて上映） - 主演・佐藤茜 役
- ドキュメンタリー映画 アントニオ猪木をさがして（2023年10月6日公開、ギャガ） - 女子高生：高木 役
- ゆとりですがなにか インターナショナル（2023年10月13日公開、東宝） - 小野 役
- ただ、あなたを理解したい（2024年2月23日公開、ギグリーボックス） - 葵 役[25]
- ブルーイマジン（2024年3月16日公開、コバルトピクチャーズ） - 真木凛 役[26][27]
- 劇場版 怪獣は襲ってくれない（2024年3月29日公開） - 主演・こっこ 役
- とりつくしま（2024年3月30日先行公開、9月6日公開、ENBUゼミナール） - しずか 役[28][29]
- ナミビアの砂漠（2024年9月6日公開、ハピネットファントム・スタジオ） - イチカ 役[30][31]
- 静かなるドン2（ライツキューブ） - 彩子 役[32]
  - 前編（2024年9月13日公開）
  - 後編（2024年9月27日公開）
- 追想ジャーニー リエナクト（2024年10月18日公開、セブンフィルム） - 麻美 役[33][34]
- 短編映画『ワニ・生活@@』（2024年12月7,11,25日 MOOSIC LAB 2025にて上映）
- 短編映画『実家』（2024年12月10,17,27日 MOOSIC LAB 2025にて上映） - 主演・コハル 役
- 短編映画『ラストシーン』（2025年5月9日11：00より配信 Apple Japan 公式YouTubeチャンネル、Apple TVアプリ）[35][36]

### テレビ番組
ドラマ
- 知らなくていいコト 第4話（2020年1月29日、日本テレビ） - 小栗マユ 役
- 異世界居酒屋「のぶ」 （WOWOWプライム） - エーファ 役
  - Season 1（2020年5月16日 - 7月18日）[37]
  - Season 2 〜魔女と大司教編〜（2022年5月27日 - 7月29日）[38]
  - Season 3 〜皇帝とオイリアの王女編〜（2023年1月13日 - 3月17日）[39]
- おカネの切れ目が恋のはじまり 第2話（2020年9月22日、TBSテレビ） - 鮫島ひかりの友人 役
- 卒業式に、神谷詩子がいない（2022年2月27日 - 3月27日、日本テレビ） - 斎藤唯 役[40]
- マイスモールランド 国際共同制作ドラマ（2022年3月24日、NHK BS1） - 西森まなみ 役
- 警視庁・捜査一課長 シーズン6 第1 - 2・5・10話（2022年4月14日 - 6月16日、テレビ朝日） - 新野はるな 役[41]
- ZIP!朝ドラマ「パパとなっちゃんのお弁当」 第7 - 8・10 - 14・17 - 20・23・29話（2023年1月16日 - 3月17日、日本テレビ） - 佐々木加奈 役[42]
- なんともないよ。1話完結（2023年6月27日、TOKYO MX） - 戸塚あやね 役
- にんげんこわい2 第2話 品川心中（上）（2023年8月18日、WOWOWプライム）
- メロスの誕生（2023年12月18日、日本映画専門チャンネル） - 鈴木莉奈 役[43][44]
- 新宿野戦病院 第1話（2024年7月3日、フジテレビ）
- ノンレムの窓 2025新春スペシャルドラマ「よーい、フィクション！」（2025年1月5日、日本テレビ） - 契約エキストラ 役
- 今日のさんぽんた（全8話、2025年2月22日 - 、フジテレビTWO / 2025年3月6日 - 、フジテレビ） - 主演・りえ子 役[45]

バラエティ
- おはスタ（2017年6月2日・7月3日、テレビ東京）[46][47] - ちゃおガールとして
- 痛快TV スカッとジャパン（フジテレビ）
  - 第180回 ファミリースカッと 「三者面談でボロクソに言われて・・・」(2019年9月30日) - 麻生美織 役
  - 第219回 ウソみたいなホントの話スカッと 「お弁当を置き忘れ人生が激変」(2020年10月12日) - 秋山玲奈 役

情報・ドキュメンタリー
- バトンタッチ SDGsはじめてます（2020年10月19日、BS朝日）

### Web配信番組
ドラマ
- 花にけだもの 第1話（2017年10月30日、dTV・FOD）
- 17.3 about a sex 第5話（2020年10月1日、ABEMA SPECIAL）
- Hulu オリジナルドラマ マイルノビッチ (2021年2月12日 - 全8話､ Hulu） - もえ 役
- ショートムービー私の卒業 こじらせ女子からの卒業（2021年2月19日、YouTube） - 麻衣 役
- オリジナルのショートフィルム『花咲く頃に、僕らは』[48]（2021年5月28日、YouTube） - 中村莉奈 役
- 連続オーディオドラマ「アイドルのハウスキーパーになりました。」 (2021年11月17日 - 全10回、Spotify） - 玲奈 役
- 湯あがりスケッチ（2022年2月3日 - 全8話 、ひかりTV） - 氏子ゆづ葉 役[49]
- 異世界居酒屋「のぶ」～しのぶとエーファの極上スイーツ編～（2022年5月27日 - 全4話、WOWOWオンデマンド） - エーファ 役
- イヤードラマ「鹿の置物」（2024年1月15日 全5話、NUMA） - 風香 / 柴崎 役
- 今日のさんぽんた（2025年2月21日 - 全8話、FOD） - 主演・りえ子 役[45]

SNSドラマ
- トモダチごっこ 〜この世はすべて、いいね至上主義〜（2022年9月6日 - 全6話、Twitter） - 主演・井上香澄 役
- あけておねがい（2022年9月15日 - 全13話、Twitter）- 主演・葉月 役
- すべてがサヨナラになる（TikTok・ショードラ）
  - 『30年後のはじめまして』（2024年4月14日） - 主演・莉子 役
  - 『ずっとキミの側にいました』（2024年4月17日） - 葉月こはな の友達 役

バラエティ
- 新谷ゆづみ 16th Birthday Party!!（2019年7月20日、ストラボ東京）
- Sara Yuzu TAKE（2021年1月13日 - 2022年8月18日､ OPENREC.tv） - 全40回の倉島颯良 と 新谷ゆづみ の冠番組
- 『TAG』vol.2（2021年11月22日 YouTubeLive､ アーカイブ 同年11月25日 ストラボ東京） - MCとして
- ゆづみとまりんの〇〇したい ー#1.いちご狩りがしたいー（2023年6月23日、Amuse＋）
- Amuse＋1周年SP スーパーレディーは君だ！対決3番勝負！（2023年7月2日、Amuse＋）
- GAME HOUSE～クラッシュアイスで大はしゃぎ!～（2023年8月25日、Amuse＋）
- GAME HOUSE～即興プロポーズ大合戦!～（2023年9月1日、Amuse＋）

### ラジオ
ラジオ
- もちこみっ!（2023年9月9日、RKBラジオ） - ゲスト

インターネットラジオ
- 新谷ゆづみのひとりゴト。（2019年8月7日 - 2025年4月30日、JFN PARK→AuDee）

### 演劇
舞台
- 秋桜学園合唱部（2016年8月24日 - 9月4日、東京・赤坂RED/THEATER） - 佐伯柚香 役
- 怪獣は襲ってくれない（2023年8月30日 - 9月3日、新宿シアタートップス） - 主演・こっこ 役
- 仔犬たちの午後（2024年7月12日 - 14日、下北沢アレイホール） - ⼭城未知 役[50]

音楽朗読劇
- 星の王子さま　Le Petit Prince 〜きみとぼく〜（2023年1月29日 14:00 / 19:00 2公演、東京・song & supper BAROOM） - 新谷ゆづみ× 阿部よしつぐ

### MV
- ケツメイシ / 令和版「さくら」ショートフィルム（2021年）
- mol-74「Replica」MUSIC VIDEO（2021年）

### CM・広告・スチール
- 秀英予備校
  - 個別指導の秀英PAS 静岡県 2019夏期講習CM「コツコツダンス中学生」篇（2019年）- メインキャスト
  - 秀英予備校 静岡県 2019冬期講習CM「3本柱」篇（2019年）- メインキャスト
  - 秀英予備校 静岡県 2020春期講習CM「押し上げる」篇 / 「引き出す」篇 / 「教える」篇（2020年）- メインキャスト
  - 秀英予備校 静岡県 2020夏期講習CM（2020年）- メインキャスト
  - 秀英予備校 静岡県 2020冬期講習CM（2020年）- メインキャスト
  - 新成績UPシステム 「TCS」（2020年）- メインキャスト
  - 個別指導の秀英PAS｜2021春期講習CM｜新サービス『秀英NEOLINE』スタート！（2021年）- メインキャスト
- 任天堂(株) どうぶつの森 × Nintendo Switch 2021春 CM（2021年）- メインキャスト
- 帝京大学 TeikyoSat-4紹介動画「小さい頃の自分に伝えたい」（2021年）- メインキャスト
- マクセル(株)
  - 「アナログなのに、おもいっきり未来。」-高校生の妄想篇- （2022年5月21日-） - せりな 役
  - 「アナログなのに、おもいっきり未来。」-高校生の調理実習篇- （2023年7月1日-） - せりな 役
  - 「アナログなのに、おもいっきり未来。」-高校生の異世界篇- （2024年7月11日-） - せりな 役
- 大塚製薬(株)「カロリーメイト」グラフィック広告（2022年12月）
- (株)四電工「やりたいことがやれている・中村先輩」篇（2023年11月5日-） - 就活生 役
- (株)ジーユー GU感謝祭（茅島みずき・新谷ゆづみ 編）WEB CM（2023年11月16日-）
- 小田原市観光PR動画「うたの生まれるまち 小田原 〜追憶篇〜」（2024年3月1日-）- メインキャスト 伊吹 役

### 雑誌
- ちゃお（小学館） - モデル
- 漫画 異世界居酒屋「のぶ」エーファとまかないおやつ6  単行本コミックス – （2022年10月25日発売 宝島社） ISBN 978-4-299-03470-0 C0079

### イベント
- JACK-O-LAND（2016年10月29日・30日、横浜アリーナ）
- ジャック・オー・ランド（2017年10月21日・22日、横浜アリーナ）
- 新谷ゆづみのひとりゴト。公開収録2022（2022年1月30日、TOKYO FM HALL）
- 新谷ゆづみ BIRTHDAY EVENT 2023（2023年7月22日、ジールシアター東京） - ゲスト：（第1部）三阪咲 （第2部）森ハヤシ （第3部）八木美樹

### Web
- モデルプレス 「元さくら学院・新谷ゆづみ「さよならくちびる」で映画初出演、女優の道へ　目標は二階堂ふみ「かっこいい女性になりたい」」（2019年5月14日） - インタビュー

### プロジェクト
- 「私の卒業プロジェクト第二期」[51] (2020年10月22日-）
- 「U25 Creativeプロジェクト」株式会社スリーボンド (2022年5月-）